# Anonymous

Steag

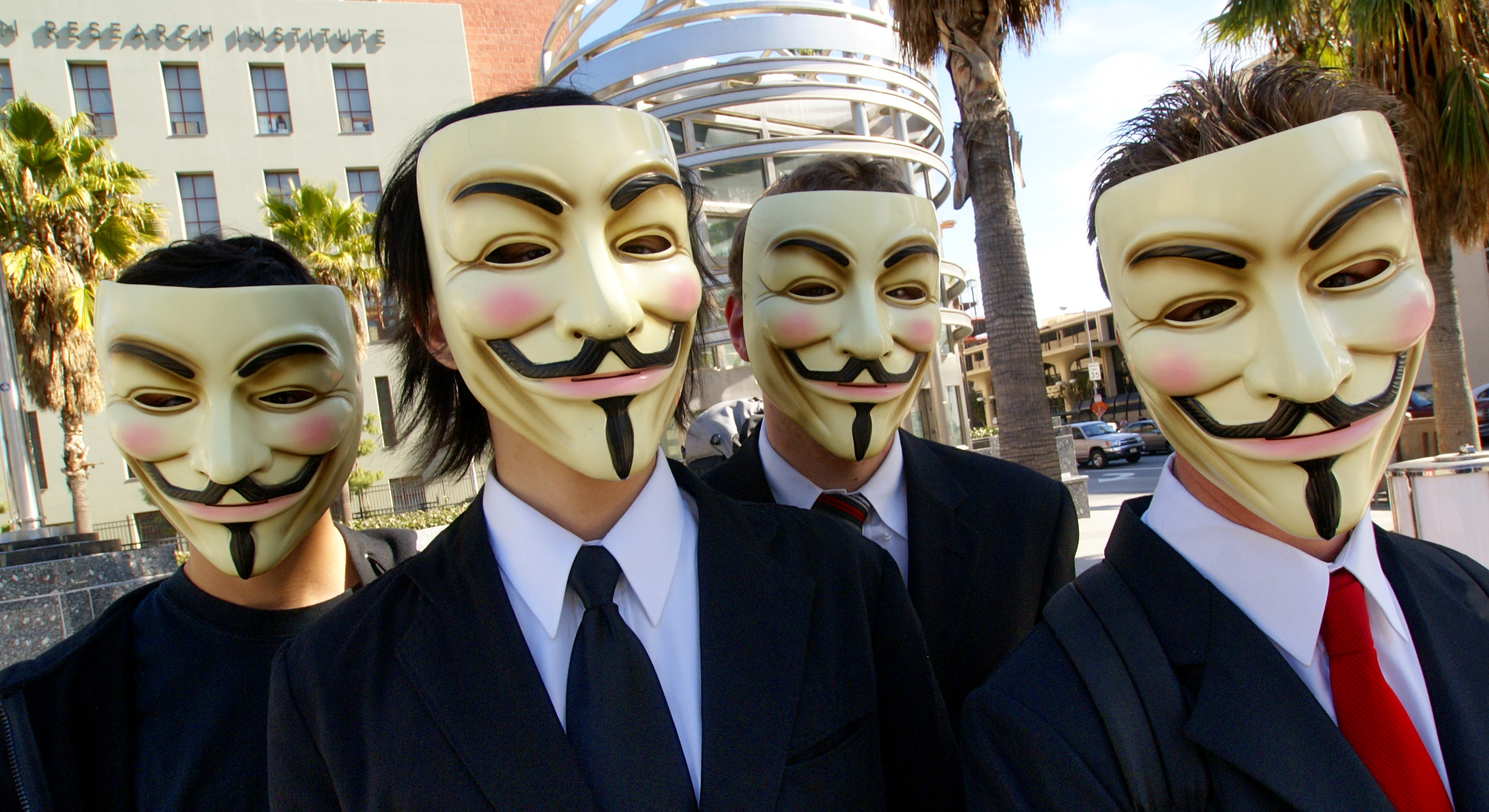
Membrii ai grupării cu masca Guy Fawkes popularizată de filmul și banda desenată V for Vendetta

Anonymous este o ideologie care a luat naștere în 2003 pe site-ul 4chan și reprezentă un concept în care mai multe comunități de utilizatori există într-o societate anarhică și luptă pentru libertatea internetului împotriva ocultei și corporațiilor mondiale. Adesea este asociată în mod greșit cu un grup de hackeri. Membrii acestei grupări ies în public și poartă masca Guy Fawkes popularizată de filmul și benzile desenate V for Vendetta. Masca portretizează o față albă, cu un zâmbet subtil și obrajii roșii, o mustață mare, îndreptată în sus la ambele capete, și o barbă subțire verticală și ascuțită.
Mișcarea Anonymous a adoptat ulterior simbolul pentru protestele sale de mare amploare împotriva autorității. La 23 mai 2009, un grup de persoane pretinzând că sunt Anonymous, purtând masca specifică acestora, au amplasat un butoi de praf de pușcă fals în afara Parlamentului în timp ce protestau față de problema cheltuielilor parlamentarilor britanici.
Membrii grupării folosesc sintagma „Suntem anonimi. Suntem Legiune. Noi nu iertăm. Nu uităm. Așteptați-ne.”